# 岡田健次郎

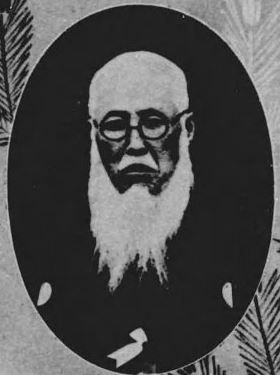
岡田 健次郎

岡田 健次郎（おかだ けんじろう、安政5年1月22日（1858年3月7日） - 1940年（昭和15年）11月10日）は、明治から昭和時代前期の政治家。埼玉県北足立郡蕨町長。別号に如水。

## 経歴・人物
島田篁村の塾で漢学を学ぶ。1876年（明治9年）蕨宿戸長となり、美女木村連合戸長を経て、1889年（明治22年）5月に蕨町助役に就任する。ついで、1906年（明治39年）7月、同町町長に就任した。
蕨駅開設、蕨地区織物整理検査所創立などに尽力した。ほか、大宮商業銀行取締役、県農工銀行・武州銀行の監査役などを歴任した。

## 栄典
位階
- 従六位　1940年（昭和15年）11月10日[4]

勲章
- 勲八等　勲八等白色桐葉章　1906年（明治41年）4月1日[5]
- 勲七等　勲七等瑞宝章　1920年（大正9年）6月25日[6]
- 勲六等　勲六等瑞宝章　1938年（昭和13年）11月15日[7]

その他
- 大礼記念章　1915年（大正4年）11月10日[8]
- 銀杯　1923年（大正12年）1月5日[9]
- 紀元二千六百年祝典記念章　1940（昭和15年）11月10日[10]

## 親族
- 長男：岡田徳輔（蕨市長）